# ذات الرئة البكتيري
ذات الرئة البكتيري هو أحد أنواع ذات الرئة وسببه عدوى بكتيرية.

## العلامات والأعراض
قد يعاني مرضى ذات الرئة البكتيرية مما يلي:
- حمى
- نفضان
- سعال
- ثر أنفي
- ضيق النفس
- ألم الصدر
- إرتعاد[3]
- في حالة ذات الرئة بالمكورات الرئوية فإن السعال قد يصحبه دم، أو ما يسمى بنفث الدم[4]

## أنواعه

### بكتيريا إيجابية الغرام
من أبرز البكتيريا إيجابية الغرام المسببة لذات الرئة هي:
- المكورة الرئوية (J13)
- المكورات العنقودية الذهبية (J15.2)
- العصوية الجمرية

### بكتيريا سلبية الغرام
من أبرز البكتيريا سلبية الغرام المسببة لذات الرئة هي:
- المستدمية النزلية (J14)
- الكليبسيلا الرئوية (J15.0)
- الإشريكية القولونية (J15.5)
- الزائفة (J15.1)
- البورديتيلة الشاهوقية
- الموراكسيلة النزلية

### لانموذجي
من أهم مسببات الالتهاب الرئوي اللانموذجي:
- الكوكسيلة البورنيتية
- المتدثرة الرئوية (J16.0)
- المفطورة الرئوية (J15.7)
- الفيلقية المستروحة

### الطاعون الرئوي
الطاعون الرئوي سببه اليرسينية الطاعونية.

## العلاج
يعتمد العلاج على المضادات الحيوية بالإضافة للتهوية بالأكسجين والذي هو علاج داعم. يعتمد اختيار المضاد الحيوي على نوع العامل المسبب والمنطقة الجغرافية ومناعة الشخص المصاب والأمراض الأخرى المصاب بها. في المملكة المتحدة، يعد الأموكسيسيلين هو الخط الأول في العلاج، ويضاف كلاريثروميسين أحيانا. أما في الولايات المتحدة، فإن كلاريثروميسين وأزيثروميسين والفلوروكوينولونات قد أزاحت أموكسيسيلين من الخط الأول للعلاج.
من الأدوية الأخرى المستخدمة دوكسيسيكلين وفلوكلوكساسيلين وغيرها.

## الوقاية
الوقاية ممكنة باستخدام اللقاح كما في حالة:
- لقاح المكورات الرئوية:
  - لقاح المكورات الرئوية عديد السكاريد للبالغين
  - لقاح المكورات الرئوية المتقارن للأطفال
- لقاح المستدمية النزلية نوع ب
- لقاح المكورات السحائية
- لقاح السعال الديكي
- لقاح الجمرة الخبيثة
- لقاح الطاعون